# Masullas
Masullas település Olaszországban, Szardínia régióban, Oristano megyében. Lakosainak száma 1005 fő (2023. január 1.). Masullas Gonnoscodina, Gonnostramatza, Morgongiori, Pompu, Simala, Siris, Mogoro és Uras községekkel határos.

## Népesség
A település lakossága az elmúlt években az alábbi módon változott:
| Lakosok száma | 1196 | 1061 | 1005 |
|               | 2008 | 2018 | 2023 |